# Pachypodanthium
Pachypodanthium Exell – rodzaj roślin z rodziny flaszowcowatych (Annonaceae Juss.). Według The Plant List w obrębie tego rodzaju znajduje się 1 gatunek o nazwie zweryfikowanej i zaakceptowanej, podczas gdy jeden ma status gatunku niepewnego (niezweryfikowanego). Występuje naturalnie w strefie tropikalnej zachodniej części Afryki. Gatunkiem typowym jest P. staudtii (Engl. & Diels) Engl. & Diels. 

## Morfologia
PokrójZimozielone drzewa.
LiścieNaprzemianległe, pojedyncze, całobrzegie.
KwiatyPromieniste, obupłciowe, pojedyncze lub zebrane w gęste grona, rozwijają się w kątach pędów, czasami bezpośrednio na pniach i gałęziach (kaulifloria). Mają 3 wolne działki kielicha, nie nakładają się na siebie, są skórzaste. Płatków jest 6, ułożonych w dwóch okółkach, są wolne, nakładające się na siebie. Dno kwiatowe ma stożkowy kształt z licznymi, siedzącymi lub prawie siedzącymi pręcikami. Pylniki otwierają się do zewnątrz. Zalążnia górna, składająca się z licznych, wolnych, lecz stykających się, jednokomorowych owocolistków.
OwoceSynkarpiczne, pojedyncze stykają się lub są zrośnięte u podstawy.
Rodzaje podobneRośliny są podobne do rodzaju Duguetia, przez niektórych badaczy są nawet włączane do tego drugiego rodzaju.

## Systematyka
Pozycja według APweb (aktualizowany system APG III z 2009)
Rodzaj wraz z całą rodziną flaszowcowatych w ramach rzędu magnoliowców wchodzi w skład jednej ze starszych linii rozwojowych okrytonasiennych określanych jako klad magnoliowych.
Lista gatunków
- Pachypodanthium sargosii R.E.Fr. ex Pellegr.

## Zastosowanie
Ma zastosowanie jako surowiec drzewny.